# Eldridge Cleaver

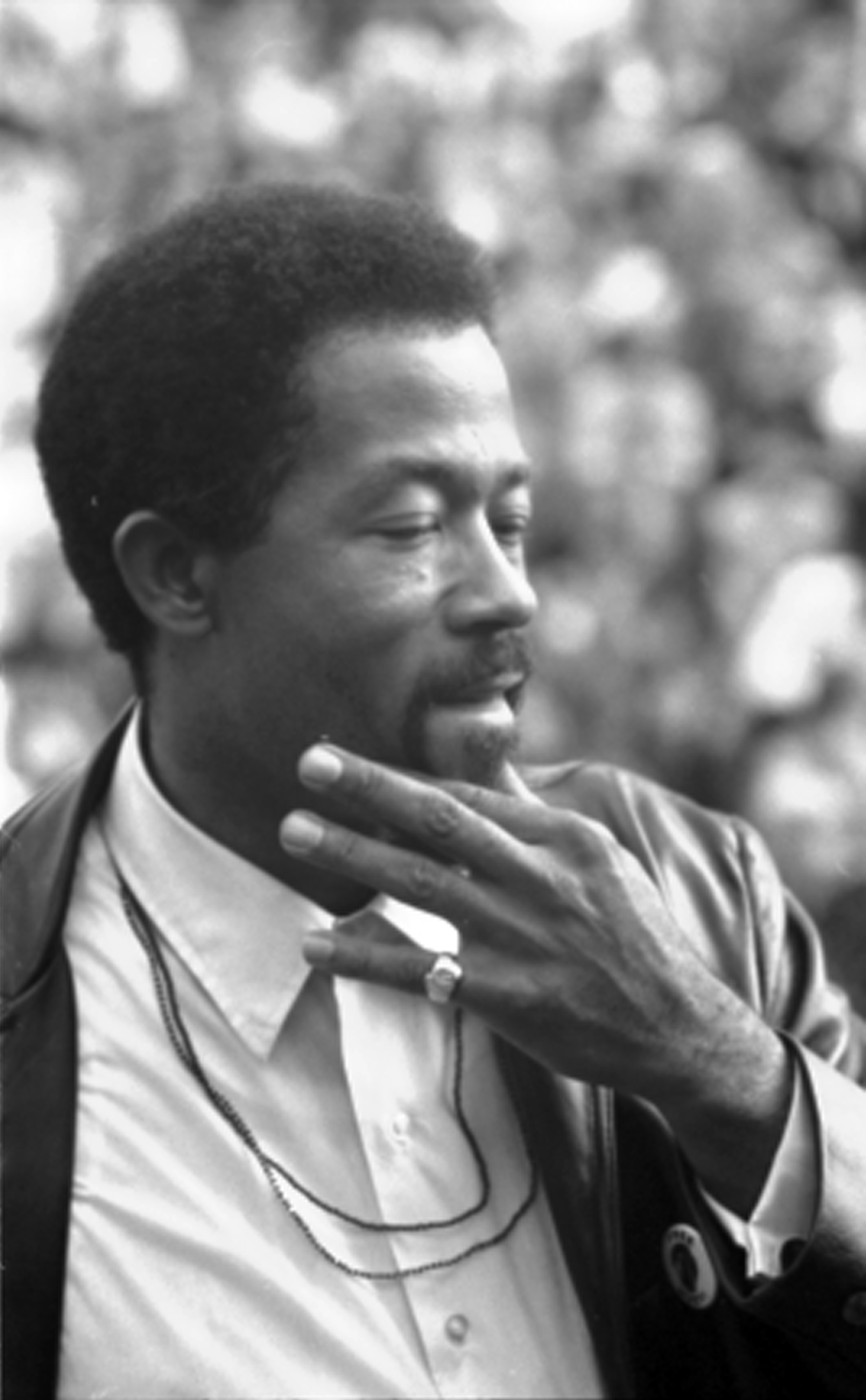
Eldridge Cleaver (1968)

Leroy Eldridge Cleaver (* 31. August 1935 in Wabbaseka, Arkansas; † 1. Mai 1998 in Pomona, Kalifornien) war ein US-amerikanischer Schriftsteller und Mitbegründer der Black Panther Party. Sein wichtigstes Werk, erschienen 1968, ist die Essay- und Briefsammlung Seele auf Eis.

## Leben
Eldridge Cleaver wurde in Wabbaseka, Arkansas geboren. Seine Familie zog zunächst nach Phoenix und dann nach Los Angeles, wo der Teenager Cleaver wegen Diebstahls und Marihuanahandels festgenommen wurde. 1957 saß er wegen Überfalls und versuchten Totschlags in den berüchtigten Strafanstalten San Quentin und Folsom. Während seiner Zeit dort schrieb er eine Reihe von Aufsätzen, die seine Ansichten gegenüber rassistischen Streitfragen und revolutionärer Gewalt verdeutlichten. 1968 wurden diese in dem Buch Soul on Ice, welches zum philosophischen Fundament der Black-Power-Bewegung wurde, veröffentlicht.
Nachdem er 1966 aus dem Gefängnis entlassen worden war, half Cleaver bei der Gründung der Black Panther Party und wurde deren Sprecher. Innerhalb der Partei galt er als radikal. Als er im Jahr 1968 als Kandidat der Peace and Freedom Party an der US-Präsidentschaftswahl teilnahm und mit 36.563 Stimmen Platz sieben belegte, wurde Cleaver in Oakland nach einer Schießerei zwischen Black Panthers und der Polizei verwundet.

### Im Exil
Cleaver floh aus den USA und führte ein Leben im Exil in Kuba (6 Monate) und Algerien, danach in Frankreich. Es kam zu einem heftigen Zerwürfnis zwischen Huey Newton und ihm, das zu einer Spaltung der Partei führte. In der Folge fühlte er sich auch im sozialistischen Exil zunehmend unwohl.

### Zurück in den USA
Als Cleaver 1975 in die USA zurückkehrte, hatte er eine radikale politische Wandlung vollzogen. Er entsagte den Black Panthers und äußerte gegenüber Pressevertretern, dass er glaube, vom amerikanischen Rechtssystem fair behandelt zu werden. Nach einer kurzen Verhandlung wurden die Anklagen wegen versuchten Totschlags fallen gelassen und durch eine Bewährungsstrafe wegen Überfall ersetzt. Im selben Jahr versuchte er, die Schamkapsel (französisch braguette) aus dem 16. Jahrhundert in der Jeansmode wieder zu etablieren.
Cleaver wurde ein „wiedergeborener Christ“ und überzeugter Antikommunist. Als solcher versuchte er erfolglos, für die Wahl zum Senat zu kandidieren. Er gab an, seine antikommunistischen Überzeugungen seien aus seinen Erfahrungen in kommunistischen Ländern entstanden: „Ich habe einen Eid auf mein Herz geschworen, den Kommunismus zu bekämpfen bis an den Tag, an dem ich sterbe“, teilte Cleaver während seines Wahlkampfes der Presse mit.
Mitte der 1980er wurde Cleaver cracksüchtig, was ihn wiederum in Konflikte mit dem Gesetz brachte. 1988 wurde er wegen Diebstahls und Kokainbesitzes auf Bewährung gesetzt. 1992 wurde er erneut wegen Kokainbesitzes verhaftet. Ein Richter wurde aus dem folgenden Verfahren entfernt, weil er Cleaver illegal inhaftiert hatte.
1994 schwebte Cleaver in Lebensgefahr, nachdem ein Süchtiger ihm in den Kopf schoss. Mit Hilfe seiner Familie wurde er clean und vertiefte sich in das evangelikale Christentum. Zuletzt war Cleaver als Ratgeber für die University of La Verne in Los Angeles tätig.
Leroy Eldridge Cleaver starb im Alter von 62 Jahren am 1. Mai 1998 in Pomona, Kalifornien. 

### Posthume Anschuldigung wegen Mordes
2001 gab Byron Vaughn Booth (ehemaliger „Verteidigungsminister“ der Black Panter [Panther Deputy Minister of Defense]) gegenüber dem FBI an, dass Cleaver in Algier nach der Rückkehr von einer Nordkorea-Reise entdeckt habe, dass seine damalige Frau Kathleen in seiner Abwesenheit eine Affäre mit dem Black Panther-Aktivisten Clinton Robert Smith Jr. begonnen hatte. In Booths Beisein habe Cleaver Smith deswegen mit einer AK47 erschossen und die Leiche mit seiner Hilfe heimlich vergraben. Die amerikanisch-algerische Journalistin und Schriftstellerin Elaine Mokhtefi, die Cleaver seinerzeit im Auftrag der algerischen Regierung betreut hatte, berichtete 2017, dass Cleaver ihr den Mord unmittelbar im Anschluss und unter den von Booth bereits 2001 berichteten Umständen gestanden habe. Als Motiv habe Cleaver ihr gegenüber allerdings genannt, dass Smith Gelder der Black Panthers veruntreut habe und sich damit habe absetzen wollen. Der Leichnam des Mordopfers wurde nach Angaben von Mokhtefi von den algerischen Behörden damals zwar entdeckt und identifiziert, die Tat sei aber offiziell nicht weiter verfolgt worden.

## Werke (Auszug)
- Soul on Ice. McGraw-Hill, New York 1968.
  - Deutsche Ausgabe: Seele auf Eis. Aus dem amerikanischen Englisch übersetzt von Céline Bastian und Heiner Bastian. Nachwort von Kai Hermann. Carl Hanser, München 1969.
- Nach dem Gefängnis. Rowohlt, Reinbek bei Hamburg 1970.
- Entwicklung einer revolutionären Massenorganisation: Black Panther Party. Rote Steine Propaganda, o. O. 1970.
- Zur Klassenanalyse der Black Panther Party. Roter Stern, Frankfurt 1970.
- Eldridge Cleaver mit Lee Lockwood: Gespräche in Algier. Hanser Verlag, München 1971.
- Soul on Fire. 1978
  - Deutsche Ausgabe: Seele im Feuer. Telos Paperback, 2053, Erzählende Reihe. Hänssler, Neuhausen auf den Fildern 1980.

## Zitat
Seele auf Eis enthält das bekannte revolutionäre Zitat: „Wir werden Menschen sein. Wir werden es sein, oder die Welt wird dem Erdboden gleichgemacht bei unserem Versuch, es zu werden.“